# La Mesa, El Oro
La Mesa är en ort i kommunen El Oro i delstaten Mexiko i Mexiko. Samhället hade 267 invånare vid folkräkningen år 2020.